# James Porter
Sir James Porter (ur. 1710 w Dublinie, zm. 9 grudnia 1776) – brytyjski dyplomata.
Porter był wspólnikiem w interesach Lorda Johna Cartereta, i dzięki jego wpływom w roku 1741 dołączył do personelu brytyjskiej ambasady w Austrii, a następnie przez 15 lat pełnił funkcję brytyjskiego ambasadora w Stambule (1747-1762). Prócz Cartereta na stanowisko to promował go Thomas Robinson, 1. baron Grantham, brytyjski ambasador w Wiedniu i  niejaki p. Amyand z Kompanii Lewantyńskiej (Levant Company).
Porter był naukowcem samoukiem. Podczas pobytu w Turcji pisał o astronomii i geologii, opublikował też swoje memoirs, zawierające szczegółowy opis Turcji.
W latach 1762–1765 był ambasadorem w Brukseli (Niderlandy Austriackie). W 1765 wrócił do Richmond niedaleko Londynu, gdyż życie w Brukseli było dla niego zbyt kosztowne. W Richmond do jego wspólników biznesowych należał Lord Besborough, z którym wspólnie zwiedzali Turcję.
Porter wżenił się w holenderska rodzinę Hochpied, która wydała wielu dyplomatów. Syn Jamesa, George Porter został baronem i magnatem węgierskim (sic!), a także generałem w tym kraju.